# Brahea aculeata
Brahea aculeata es una especie de palmera perteneciente a la familia Arecaceae. Es originaria de México. Está considerado en peligro de extinción por la pérdida de hábitat.

## Descripción
Es una palmera endémica del bosque abierto, que se producen en zonas muy secas en suelos rocosos a una altitud de hasta 600 metros en México, distribuida por Durango, Sinaloa, Sonora.

## Taxonomía
Brahea aculeata fue descrita por (Brandegee) H.E.Moore y publicado en Principes 24: 91. 1980.
Etimología
Brahea: nombre genérico otorgado en honor del astrónomo danés, Tycho Brahe (1546–1601).
aculeata: epíteto latino que significa "con espinas".
Sinonimia
- Erythea aculeata Brandegee
- Glaucothea aculeata (Brandegee) I.M.Johnst. basónimo[5]